# Arquidiocese de Friburgo
A Arquidiocese de Friburgo (em latim: Archidioecesis Friburgensis e em alemão:  Erzbistum Freiburg) é uma sé metropolitana da Igreja Católica na Alemanha.

## Território
A arquidiocese abrange a parte ocidental do estado de Baden-Württemberg. A sede arquiepiscopal é a cidade de Friburgo, onde fica a Catedral de Nossa Senhora.
O território é dividido em 1077 paróquias.

## História
A arquidiocese foi erigida em 16 de agosto de 1821, por meio da bula papal Provida solersque do Papa Pio VII, com o território desmembrado da Diocese de Constança, que foi suprimida, e de outras dioceses do entorno, como as de Speyer, Mainz e Wurtzburgo.
A partir de 1935, o arcebispo Conrad Gröber se tornou abertamente um opositor do nazismo. Dezessete sacerdotes da diocese foram deportados para os campos de concentração, dez deles foram mortos.
Em 1º de janeiro de 2008, o território sofreu mudanças nas subdivisões de seus decanatos.
A arquidiocese foi visitada pelo Papa Bento XVI em 24 e 25 de setembro de 2011.

## Líderes
| #                 | Nome                        | Período      | Notas                  |
| Arcebispos        | Arcebispos                  | Arcebispos   | Arcebispos             |
| ----------------- | --------------------------- | ------------ | ---------------------- |
| 15°               | Stephan Burger              | 2014 - atual |                        |
| 14º               | Robert Zollitsch            | 2003 - 2013  |                        |
| 13°               | Oskar Saier                 | 1978 - 2002  |                        |
| 12°               | Hermann Josef Schäufele     | 1958 - 1977  |                        |
| 11º               | Paul Eugen Viktor Seiterich | 1954 - 1958  |                        |
| 10º               | Wendelin Rauch              | 1948 - 1954  |                        |
| 9º                | Conrad Gröber               | 1932 - 1948  |                        |
| 8°                | Karl Fritz                  | 1920 - 1931  |                        |
| 7°                | Thomas Norber               | 1898 - 1920  |                        |
| 6º                | Georg Ignatz Komp           | 1898 - 1898  |                        |
| 5º                | Johannes Christian Roos     | 1886 - 1896  |                        |
| 4º                | Johann Baptist Orbin        | 1882 - 1886  |                        |
| 3º                | Hermann von Vicari          | 1843 - 1868  |                        |
| 2º                | Ignatz Anton Demeter        | 1836 - 1842  |                        |
| 1º                | Bernhard Boll, O.Cist.      | 1827 - 1836  |                        |
| Bispos auxiliares |                             |              |                        |
|                   | Peter Birkhofer             | 2018-atual   |                        |
|                   | Christian Würtz             | 2016-atual   |                        |
|                   | Michael Gerber              | 2013-2018    | Nomeado Bispo de Fulda |
|                   | Bernd Uhl                   | 2001–2018    |                        |
|                   | Rainer Klug                 | 2000–2013    |                        |
|                   | Paul Friedrich Wehrle       | 1981–2012    |                        |
|                   | Wolfgang Kirchgässner       | 1979–1998    |                        |
|                   | Oskar Saier                 | 1972-1978    | Elevado a Arcebispo    |
|                   | Karl Gnädinger              | 1960–1980    |                        |
|                   | Hermann Schäufele           | 1955–1958    | Elevado a Arcebispo    |
|                   | Eugen Seiterich             | 1952–1954    | Elevado a Arcebispo    |
|                   | Wilhelm Burger              | 1924-1952    |                        |
|                   | Friedrich Justus Knecht     | 1894–1921    |                        |
|                   | Lothar von Kübel            | 1867-1881    |                        |
|                   | Hermann von Vicari          | 1832-1842    | Elevado a Arcebispo    |
|                   | Joseph Vitus Burg           | 1828-1829    | Nomeado Bispo de Mainz |

## Estatísticas
A arquidiocese, até o final de 2006, havia batizado 2.088.512 pessoas em uma população de 4.850.000, correspondendo a 43,1% do total.